# Svarthocko
Svarthocko (Crax alector) är en fågel i familjen trädhöns inom ordningen hönsfåglar.

## Utseende och läte
Svarthockon är en stor (85-95 cm) och mestadels svart trädhöna. Fjäderdräkten är helsvart förutom vit på övergumpen. Tofsen är kortare och lösare än hos andra i släkte Crax, och den saknar även näbbknöl och flikar. Benen är grå. Honan är nästan identisk med hanen men har några få vita band på tofsen. Lätet beskrivs som ett lågt hummande eller dånande ljud, "umm-um... umm, um-um".

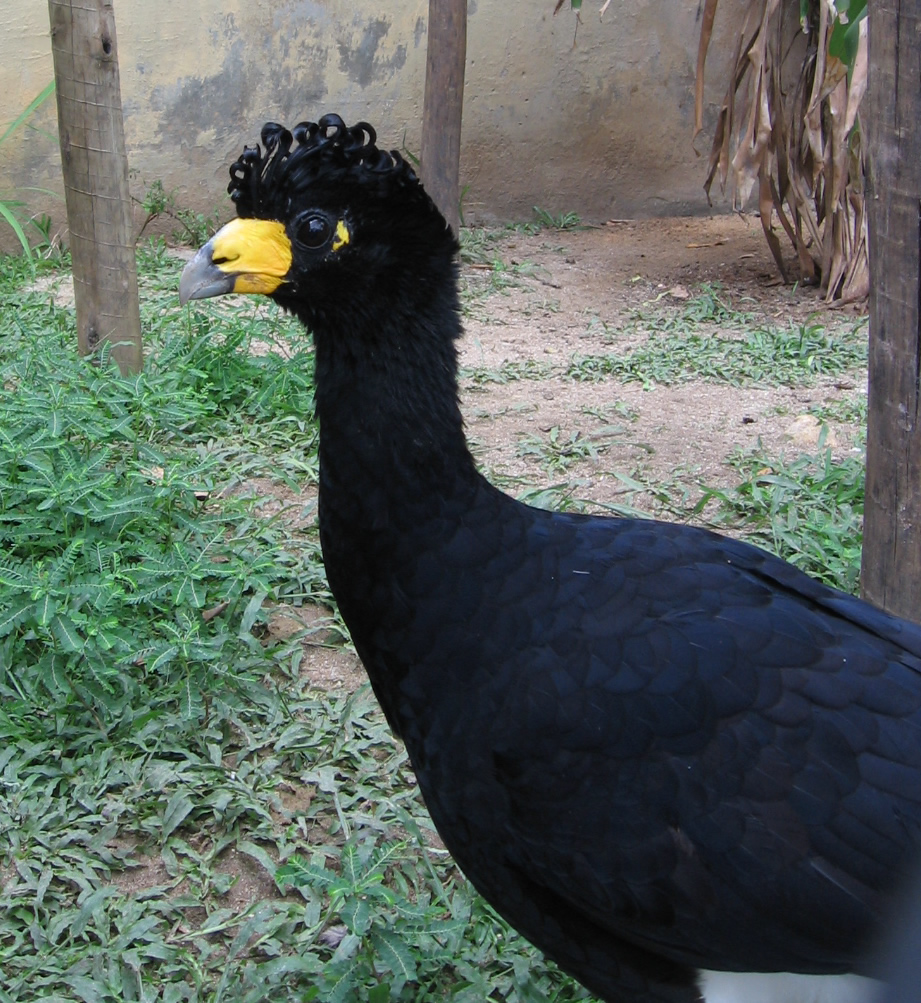

## Utbredning och systematik
Svarthocko delas in i två underarter med följande utbredning:
- Crax alector alector – förekommer i det allra östligaste Venezuela, i Guyanaregionen och i Brasilien (norr om Amazonområdet)
- Crax alector erythrognatha – förekommer i  östra Colombia och Venezuela (söder om Orinoco)

## Status
Svarthockon tros påverkas negativt av den pågående avskogningen i Amazonområdet. Den anses dock inte längre vara hotad. Internationella naturvårdsunionen IUCN kategoriserar den som livskraftig.